# Houston Rockets 2018-2019
La stagione 2018-2019 degli Houston Rockets è stata la 52ª stagione della franchigia nella NBA.

## Draft
| Giro | Scelta | Giocatore         | Ruolo | Nazionalità | Università/Squadra |
| ---- | ------ | ----------------- | ----- | ----------- | ------------------ |
| 2    | 46     | De'Anthony Melton | G     | Stati Uniti | USC Trojans        |

## Roster
| \| Pos. \| Num. \| Naz. \| Nome \| Altezza \| Peso \| Data nascita \| Provenienza \| \| ---- \| ---- \| ---- \| ------------------- \| ------- \| ------ \| ------------ \| ------------------------ \| \| C \| 15 \| \| Capela, Clint \| 208 cm \| 109 kg \| 18–05–1994 \| Svizzera \| \| P \| 2 \| \| Chiozza, Chris \| 183 cm \| 79 kg \| 21–11–1995 \| Florida \| \| AG \| 6 \| \| Clark, Gary \| 203 cm \| 102 kg \| 16–11–1994 \| Cincinnati \| \| G \| 0 \| \| Duval, Trevon (TW) \| 190 cm \| 86 kg \| 03–08–1998 \| Duke \| \| AP \| 12 \| \| Edwards, Vince (TW) \| 203 cm \| 102 kg \| 05–04–1996 \| Purdue \| \| AG \| 35 \| \| Faried, Kenneth \| 203 cm \| 103 kg \| 19–11–1989 \| Morehead State \| \| G \| 21 \| \| Frazier, Michael \| 193 cm \| 91 kg \| 08–03–1994 \| Florida \| \| G \| 10 \| \| Gordon, Eric \| 193 cm \| 97 kg \| 25–12–1988 \| Indiana \| \| G/AP \| 14 \| \| Green, Gerald \| 201 cm \| 93 kg \| 26–01–1986 \| Gulf Shores Academy (TX) \| \| G \| 13 \| \| Harden, James \| 196 cm \| 100 kg \| 26–08–1989 \| Arizona State \| \| AG/C \| 55 \| \| Hartenstein, Isaiah \| 210 cm \| 113 kg \| 05–05–1998 \| Germania \| \| G/AP \| 4 \| \| House, Danuel \| 201 cm \| 100 kg \| 07–06–1993 \| Texas A&M \| \| C \| 42 \| \| Nenê \| 211 cm \| 113 kg \| 13–09–1982 \| Brasile \| \| P \| 3 \| \| Paul, Chris \| 183 cm \| 79 kg \| 06–05–1985 \| Wake Forest \| \| G \| 25 \| \| Rivers, Austin \| 193 cm \| 91 kg \| 01–08–1992 \| Duke \| \| G \| 1 \| \| Shumpert, Iman \| 196 cm \| 100 kg \| 26–06–1990 \| Georgia Tech \| \| AP \| 17 \| \| Tucker, P. J. \| 198 cm \| 111 kg \| 05–05–1985 \| Texas \| | Allenatore - Mike D'Antoni Assistente/i - Matt Brase - Jeff Bzdelik - Brett Gunning - Roy Rogers - John Lucas (player development) - Alvin Williams (player development) - Irving Roland (player development) Legenda - (C) Capitano - (FA) Free agent - (S) Sospeso - (TW) Contratto Two-way - (GL) Assegnato a squadra G League affiliata - Infortunato Roster • Transazioni · Ultima transazione: 2019–03–17 |                                              |                     |         |        |              |                          |
| Pos. | Num. | Naz.                                         | Nome                | Altezza | Peso   | Data nascita | Provenienza              |
| C | 15 | Svizzera (bandiera)                          | Capela, Clint       | 208 cm  | 109 kg | 18–05–1994   | Svizzera                 |
| P | 2 | Stati Uniti (bandiera)                       | Chiozza, Chris      | 183 cm  | 79 kg  | 21–11–1995   | Florida                  |
| AG | 6 | Stati Uniti (bandiera)                       | Clark, Gary         | 203 cm  | 102 kg | 16–11–1994   | Cincinnati               |
| G | 0 | Stati Uniti (bandiera)                       | Duval, Trevon (TW)  | 190 cm  | 86 kg  | 03–08–1998   | Duke                     |
| AP | 12 | Stati Uniti (bandiera)                       | Edwards, Vince (TW) | 203 cm  | 102 kg | 05–04–1996   | Purdue                   |
| AG | 35 | Stati Uniti (bandiera)                       | Faried, Kenneth     | 203 cm  | 103 kg | 19–11–1989   | Morehead State           |
| G | 21 | Stati Uniti (bandiera)                       | Frazier, Michael    | 193 cm  | 91 kg  | 08–03–1994   | Florida                  |
| G | 10 | Stati Uniti (bandiera)                       | Gordon, Eric        | 193 cm  | 97 kg  | 25–12–1988   | Indiana                  |
| G/AP | 14 | Stati Uniti (bandiera)                       | Green, Gerald       | 201 cm  | 93 kg  | 26–01–1986   | Gulf Shores Academy (TX) |
| G | 13 | Stati Uniti (bandiera)                       | Harden, James       | 196 cm  | 100 kg | 26–08–1989   | Arizona State            |
| AG/C | 55 | Germania (bandiera) · Stati Uniti (bandiera) | Hartenstein, Isaiah | 210 cm  | 113 kg | 05–05–1998   | Germania                 |
| G/AP | 4 | Stati Uniti (bandiera)                       | House, Danuel       | 201 cm  | 100 kg | 07–06–1993   | Texas A&M                |
| C | 42 | Brasile (bandiera)                           | Nenê                | 211 cm  | 113 kg | 13–09–1982   | Brasile                  |
| P | 3 | Stati Uniti (bandiera)                       | Paul, Chris         | 183 cm  | 79 kg  | 06–05–1985   | Wake Forest              |
| G | 25 | Stati Uniti (bandiera)                       | Rivers, Austin      | 193 cm  | 91 kg  | 01–08–1992   | Duke                     |
| G | 1 | Stati Uniti (bandiera)                       | Shumpert, Iman      | 196 cm  | 100 kg | 26–06–1990   | Georgia Tech             |
| AP | 17 | Stati Uniti (bandiera)                       | Tucker, P. J.       | 198 cm  | 111 kg | 05–05–1985   | Texas                    |

## Classifiche

### Southwest Division
| Southwest Division    | Southwest Division | Southwest Division | Southwest Division | Southwest Division | Southwest Division | Southwest Division | Southwest Division | Southwest Division |
| Squadra               | V                  | S                  | V%                 | PR                 | Casa               | Trasf              | Div                | PG                 |
| --------------------- | ------------------ | ------------------ | ------------------ | ------------------ | ------------------ | ------------------ | ------------------ | ------------------ |
| y – Houston Rockets   | 53                 | 29                 | .646               | 4,0                | 31–10              | 22–19              | 10–6               | 82                 |
| x – San Antonio Spurs | 48                 | 34                 | .585               | 9,0                | 32–9               | 16–25              | 10–6               | 82                 |
| Memphis Grizzlies     | 33                 | 49                 | .402               | 24,0               | 21–20              | 12–29              | 8–8                | 82                 |
| N.O. Pelicans         | 33                 | 49                 | .402               | 24,0               | 19–22              | 14–27              | 8–8                | 82                 |
| Dallas Mavericks      | 33                 | 49                 | .402               | 24,0               | 24–17              | 9–32               | 3–13               | 82                 |

### Western Conference
| Western Conference | Western Conference      | Western Conference | Western Conference | Western Conference | Western Conference | Western Conference |
| #                  | Squadra                 | V                  | S                  | V%                 | PR                 | PG                 |
| ------------------ | ----------------------- | ------------------ | ------------------ | ------------------ | ------------------ | ------------------ |
| 1                  | c – G.S. Warriors       | 57                 | 25                 | .695               | –                  | 82                 |
| 2                  | y – Denver Nuggets      | 54                 | 28                 | .659               | 3,0                | 82                 |
| 3                  | x – Portland T. Blazers | 53                 | 29                 | .646               | 4,0                | 82                 |
| 4                  | y – Houston Rockets     | 53                 | 29                 | .646               | 4,0                | 82                 |
| 5                  | x – Utah Jazz           | 50                 | 32                 | .610               | 7,0                | 82                 |
| 6                  | x – Oklahoma Thunder    | 49                 | 33                 | .598               | 8,0                | 82                 |
| 7                  | x – San Antonio Spurs   | 48                 | 34                 | .585               | 9,0                | 82                 |
| 8                  | x – L.A. Clippers       | 48                 | 34                 | .585               | 9,0                | 82                 |
|                    |                         |                    |                    |                    |                    |                    |
| 9                  | Sacramento Kings        | 39                 | 43                 | .476               | 18,0               | 82                 |
| 10                 | L.A. Lakers             | 37                 | 45                 | .451               | 20,0               | 82                 |
| 11                 | Minnesota T'wolves      | 36                 | 46                 | .439               | 21,0               | 82                 |
| 12                 | Memphis Grizzlies       | 33                 | 49                 | .402               | 24,0               | 82                 |
| 13                 | N.O. Pelicans           | 33                 | 49                 | .402               | 24,0               | 82                 |
| 14                 | Dallas Mavericks        | 33                 | 49                 | .402               | 24,0               | 82                 |
| 15                 | Phoenix Suns            | 19                 | 63                 | .232               | 38,0               | 82                 |

## Mercato

### Free agency

#### Re-signed
| Giocatore    | Contratto              |
| ------------ | ---------------------- |
| Chris Paul   | 4 anni - 160 milioni $ |
| Gerald Green | 1 anno - 2,4 milioni $ |
| Clint Capela | 5 anni - 90 milioni $  |

#### Additions
| Giocatore               | Contratto                           | Provenienza         |
| ----------------------- | ----------------------------------- | ------------------- |
| Gary Clark              | Two-way contract                    | Cincinnati Bearcats |
| Vincent Edwards         | Two-way contract                    | Purdue Boilermakers |
| Michael Carter-Williams | 1 anno - 1,9 milioni $              | Charlotte Hornets   |
| James Ennis             | 2 anni - 3,4 milioni $              | Detroit Pistons     |
| Carmelo Anthony         | 1 anno - 2,4 milioni $              | Oklahoma Thunder    |
| Danuel House            | Two-way contract                    | R.G.V. Vipers       |
| Austin Rivers           | 1 anno - veteran's minimum contract | Phoenix Suns        |
| James Nunnally          | 10-day contract                     | Minnesota T'wolves  |
| Kenneth Faried          | 1 anno - veteran's minimum contract | Brooklyn Nets       |
| Terrence Jones          | 10-day contract                     | Erie BayHawks       |
| Chris Chiozza           | 10-day contract                     | Capital C. Go-Go    |
| Trevon Duval            | Two-way contract                    | Milwaukee Bucks     |
| Michael Frazier         | 1 anno - minimum contract           | R.G.V. Vipers       |

#### Subtractions
| Giocatore        | Motivo     | Nuova squadra  |
| ---------------- | ---------- | -------------- |
| Trevor Ariza     | Rilasciato | Phoenix Suns   |
| Aaron Jackson    | Tagliato   | Beijing Ducks  |
| Luc Mbah a Moute | Rilasciato | L.A. Clippers  |
| Markel Brown     | Rilasciato | Darüşşafaka    |
| R. J. Hunter     | Tagliato   | Atlanta Hawks  |
| Zhou Qi          | Tagliato   | free agent     |
| James Nunnally   | Tagliato   | Olimpia Milano |
| Terrence Jones   | Tagliato   | free agent     |

### Trades
| 2 agosto 2018   | Houston RocketsDraft rights per Maarty Leunen (2008 #54)                                                                                     | Dallas MavericksChinanu Onuaku Cash considerations Opzione Scelta 2º giro Draft 2020                                 |
| 31 Agosto 2018  | Houston RocketsBrandon Knight Marquese Chriss                                                                                                | Phoenix SunsRyan Anderson De'Anthony Melton                                                                          |
| 7 gennaio 2019  | Houston Rockets Scelta 2º giro Draft 2020 (da Memphis)                                                                                       | Chicago BullsMichael Carter-Williams Cash considerations                                                             |
| 22 gennaio 2019 | Houston RocketsDraft rights per Tadija Dragićević (2008 #53)                                                                                 | Chicago BullsCarmelo Anthony Draft rights per Jon Diebler (2011 #51) Cash considerations                             |
| 7 febbraio 2019 | Houston RocketsScelta 2º giro Draft 2021 | Philadelphia 76ersJames Ennis                                                                                        |
| 7 febbraio 2019 | Houston RocketsIman Shumpert (da Sacramento) Wade Baldwin IV Nik Stauskas Scelta 2º giro Draft 2021 (da Milwaukee) Scelta 2º giro Draft 2020 | Cleveland CavaliersBrandon Knight Marquese Chriss Scelta 1º giro Draft 2019 Scelta 2º giro Draft 2022                |
| 7 febbraio 2019 | Houston RocketsCash considerations | [ Indiana PacersWade Baldwin IV Nik Stauskas Draft rights per Maarty Leunen Scelta 2º giro Draft 2021 (da Milwaukee) |

## Premi
| Giocatore     | Premio                                                | Data             | Ref.   |
| ------------- | ----------------------------------------------------- | ---------------- | ------ |
| James Harden  | Western Conference Player of the Week                 | 17 Dicembre 2018 | [ 15 ] |
| James Harden  | Western Conference Player of the Week                 | 31 Dicembre 2018 | [ 16 ] |
| Mike D'Antoni | Western Conference Coach of the Month (Dicembre)      | 2 Gennaio 2019   | [ 17 ] |
| James Harden  | Western Conference Player of the Month (Dicembre)     | 3 Dicembre 2019  | [ 18 ] |
| James Harden  | Western Conference Player of the Week                 | 21 Gennaio 2019  | [ 19 ] |
| James Harden  | Western Conference Player of the Month (Gennaio)      | 2 Febbraio 2019  | [ 20 ] |
| James Harden  | Western Conference Player of the Week                 | 25 Marzo 2019    | [ 21 ] |
| James Harden  | Western Conference Player of the Month (Marzo/Aprile) | 11 Aprile 2019   | [ 22 ] |